# Fénix Club de Rugby Zaragoza
El Fénix Club de Rugby Zaragoza, conocido por razones de patrocinio como  Recoletas Salud Fénix Rugby Zaragoza  es un club de rugby aragonés, con sede en la ciudad de Zaragoza. Actualmente el primer equipo masculino milita en la División de Honor Élite, mientras que el segundo equipo y el femenino juegan en la liga aragonesa.

## Historia

### Un nacimiento con raíces en el CD Dominicos
El Fénix Club de Rugby Zaragoza fue fundado oficialmente el 20 de octubre de 1982. Su origen se remonta a un grupo de jugadores del desaparecido equipo de rugby del CD Dominicos, que impulsaron la creación de una entidad propia para mantener viva su afición por el deporte en Zaragoza.  Adoptaron el símbolo del ave fénix, evocando el renacer del equipo y su espíritu de resiliencia. 
A finales de los años noventa, el club centró sus esfuerzos en consolidar su base, especialmente en zonas como Torrero-La Paz y San José, y alquiló el Campo de Césped “Villabeltrán” para entrenamientos unificados. Ese impulso económico potenció el rendimiento del equipo senior, que logró su primera Copa de Aragón en 1997-98, y al año siguiente obtuvo el doblete (liga y copa), alcanzando la fase de ascenso a Primera Nacional. 

### Años recientes
El Fénix Zaragoza cuenta con categorías inferiores  desde sub-6 hasta sub-18, donde varios de sus canteranos han sido llamados alguna vez con la selección española de categorías inferiores. 

Disputaron por primera vez la División de Honor B en la temporada 2014-15 y en la 2018-19 disputaron la fase de ascenso a División de Honor por primera vez en su historia. Desde ese entonces disputaron la segunda división del rugby español las temporadas 2014-15, 2015-16, 2016-17, 2017-18, 2018-19, 2019-20, 2020-21, 2021-22, 2022-23, 2023-24   y 2024-25.

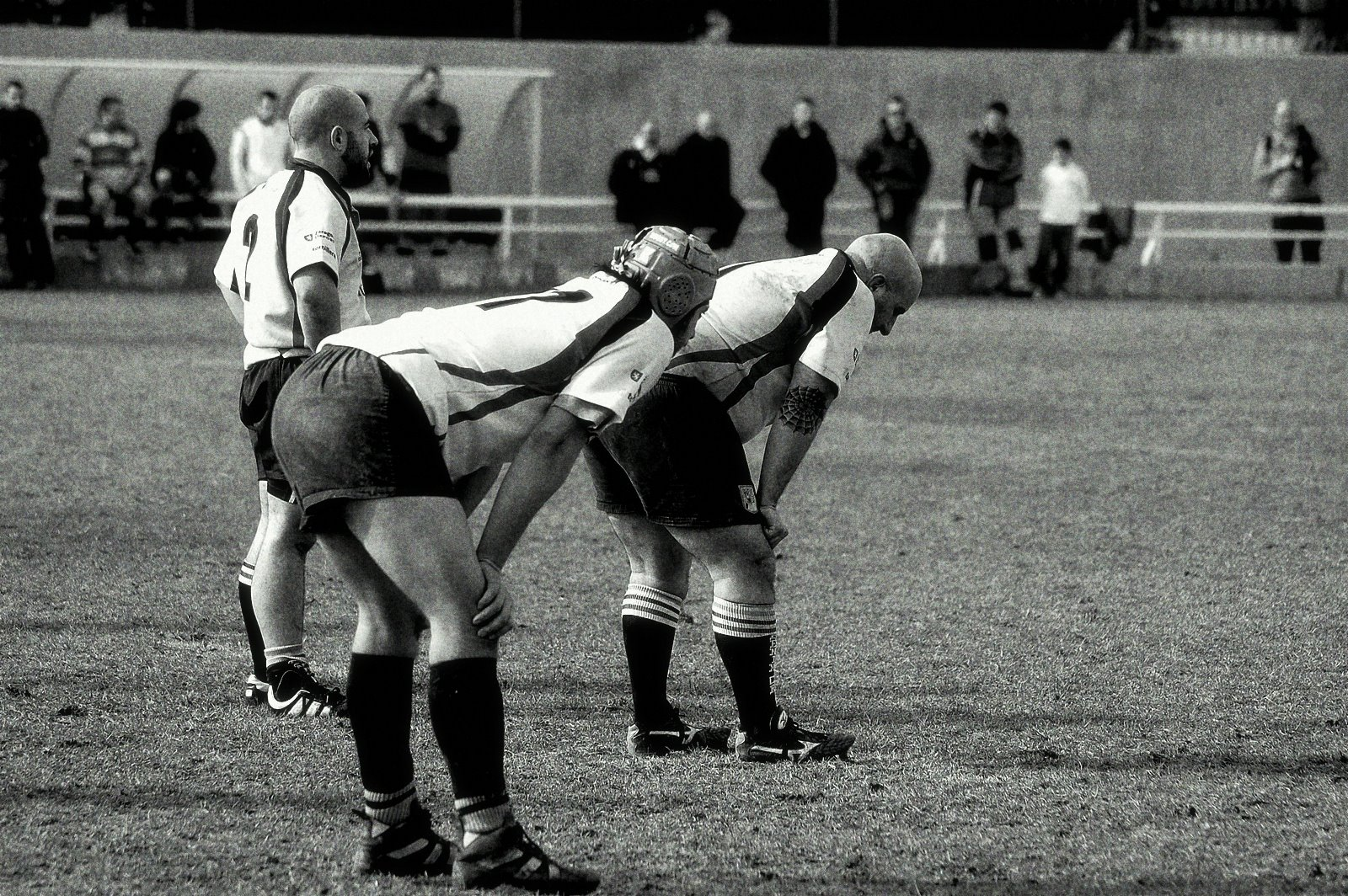
Jugadores de Fénix Rugby en un partido.

En la temporada 2024-25 quedaron terceros en el grupo B de la segunda fase de la competición por lo que se habrían mantenido en División de Honor B aunque esta pasaba a ser la tercera categoría. Sin embargo, debido a la renuncia del Rugby Club L'Hospitalet a su plaza en la División de Honor Élite que había conseguido tras participara en el grupo Élite en la temporada anterior, el L'Hospitalet cedió su plaza al equipo aragonés. 